# Evergreen (Alabama)
Evergreen – miasto w południowo-wschodniej części Stanów Zjednoczonych, w Alabamie, stolica hrabstwa Conecuh.

## Demografia
- Liczba ludności: 3359 (2023)[1]
- Gęstość zaludnienia: 84,8 os./km²
- Powierzchnia: 39,6 km²